# Lluita tradicional
Lluita tradicional són els diferents estils de lluites propis de cada país o regió i que estan relacionats amb la cultura pròpia d'un poble. Són les lluites autòctones.

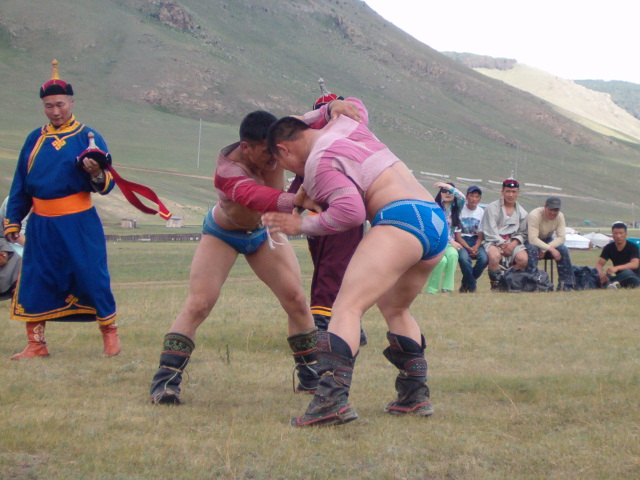
Festival Traditional de Naadam en Mongolia, prop de Ulan Bator.

## Orígens
La lluita, potser amb l'atletisme, és l'esport probablement més antic i que és objecte de competicions. No existeix un origen comú per a la lluita, ja que tots els pobles, en totes les èpoques, han tingut alguna forma de lluita. Aquest concepte s'arrela en l'origen de l'esport en si, i en la utilització de l'esport dins el cerimonial religiós i / o social.

## Classificació de les lluites
Les lluites es poden dividir atenent a diversos criteris:
1. Lluites de cinturó i jaqueta amb agarrada inicial o sense.
2. Lluites amb tècniques de submissió o sense.
3. Lluites d'enderroc o de tocat.
4. Altres.

## Estils del món
La Federació Internacional de Lluites Associades (FILA), aprofitant la riquesa i varietat de les lluites autòctones i tradicionals, que generalment no necessiten grans infraestructures per a desenvolupar-se, i observant l'èxit de les varietats realitzades a la platja d'altres esports, ha creat la modalitat de la Lluita platja o Beach Wrestling.
Els estils de lluites autòctons o tradicionals que han arribat fins als nostres dies són:
- Afganistan: Kestik
- Albània: Mundje vençe
- Aràbia Saudita:Istlish taban, Mossara taban, Moulapta
- Armènia: Kokh
- Àustria: Rangeln (Tirol)
- Azerbaidjan: Gulech
- Bulgària: Burma, Letoussi, Nabast
- Xina: Kio-li, Ou-chou
- Corea del Sud: Ssireum o Ssirum
- Daguestan:Khatkabi
- Espanya: Lluita canària, Lluita lleonesa, Aluche cántabro, Lluita baltu
- Filipines: Bultong, Buno, Dumog, Arias da mene
- Finlàndia: Rintapaîni, Ritpaïni, Viopaîni
- França: E vinci (Lluita Corsa), Gouren (Lluita Bretona)
- Geòrgia: Ankoumara, Tchidaoba
- Gran Bretanya: Catch-gold, Lluita de Cornualles (Cornwall), Lluita de Cumberland, Lluita de Devonshire, Lluita de Lancashire (Lancaster), Loosehold, Lluita de Norfolk, Shooting, Lluita de Westmorland.
- Hawaii: Hakoko
- Índia: Azura, Bhimcencce, Djarazandj, Hanoumantée, Nara, Psarani pata
- Inuit (esquimal): Una Tar Taq
- Indonèsia: Pendjak-silette, Gulat
- Iran: Guilan, lliati, Kochti persa, Kordi, Mazendarani
- Islàndia: Glima
- Itàlia: S'Istrumpa (Cerdeña)
- Japó: Judo, Sumo
- Kazakhstan: Koures, Saïs
- Kirguistan: Koures, Oodarich
- Lituània: Ristines
- Madagascar: Moraingy o Lluita sakavala
- Malàisia: Berslate
- Mèxic: Lluita tarahumara, Chupa porrazo
- Moldàvia: Trinta (Trinte) dreapta, Trinta kunedika
- Mongòlia: Barilda, Boke/Bokh
- Pakistan: Kouchti
- Portugal: Galfava
- Rússia: A la cintura, Né v skhvatkou, Sambo. República Sakha (Yakousk/Siberia): Kourdstan-tustuu, Khapsagai
- Senegal: Béri, Olva, Laamb
- Sèrbia: Rvanje
- Sudan: Toubata, Lluita nuba
- Suècia: Akseltag, Armtag, Belgtag, Beltescast, Biscast, Bondetag, Boukatag, Cragtag, Livtag, Rigcats
- Suïssa: Schwingen
- Tadjikistan: Gouchti de Boukhara, Goutzanguiri
- Tailàndia: Bando
- Togo: Zvaha, Evala
- Tuvá: Khuresh
- Turquia: Kusag-gures, Yagli-gures
- Turkmenistan: Gurech, Khiva
- Uzbekistan: Kurash
- Vietnam: Vat